# چهالیس (واشینگتن)
چهالیس (به انگلیسی: Chehalis) شهری در شهرستان لوئیس ایالت واشنگتن است که در سرشماری سال ۲۰۱۰ میلادی، ۷۲۵۹ نفر جمعیت داشته است.